# Herbert Baddeley
Herbert Baddeley, född 11 januari 1872 i Bromley, Kent, död 20 juli 1931 i Frankrike, var en brittisk tennisspelare. Herbert Baddeley var en av de båda tennisspelande tvillingbröderna Baddeley som var söner till en advokat från London. Tillsammans dominerade han och hans bror, Wilfred Baddeley, Wimbledonmästerskapen under stora delar av 1890-talet. Wilfred var dock den bättre singelspelaren av de två, men tillsammans utgjorde de ett svårslaget dubbelpar på tennisbanan.

## Tenniskarriären
Herbert Baddeley vann inte någon singeltitel i Wimbledonmästerskapen. Däremot nådde han tre år i följd (1894-96)  semifinal i turneringen. 
Bröderna Wilfred och Herbert Baddeley spelade final i herrdubbeln i Wimbledon 1891-97. Paret vann titeln 1891 efter att ha besegrat det irländska paret Joshua Pim/Frank Stoker. År 1896 segrade bröderna över Reginald Doherty/Harold Nisbet och året därpå över bröderna Doherty, som de följande åren skulle dominera Wimbledonmästerskapen. Bröderna Baddeley vann också dubbeltiteln i Irish Open 1896 och 1897.

## Titlar iWimbledonmästerskapen
- Dubbel - 1891, 1894, 1895, 1896, 1897